# رستوران آقای خرچنگ
رستوران آقای خرچنگ یک رستوران غذای سریع داستانی در مجموعه تلویزیونی پویانمایی باب‌اسفنجی شلوارمکعبی است. دلیل شهرت این رستوران به خاطر همبرگر ساخته خود، همبرگر خرچنگی است، فرمولی که از آن یک راز تجاری کاملاً محافظت شده است. هرچند پلانکتون بارها در تلاش بوده تا فرمول همبرگر خرچنگی را بدست آورد تا از آن برای رونق دادن رستوران خود، رستوران چام باکت استفاده کند، اما باب اسفنجی و آقای خرچنگ مانع آن شده‌اند.
رستوران خرچنگ کراستی یا رستوران خرچنگ بداخلاق یا رستوران خرچنگ یک رستوران غذای سریع است که در داستان‌های مجموعه تلویزیونی انیمیشن باب‌اسفنجی شلوارمکعبی دیده شده است. شهرت این رستوران به دلیل پخت همبرگرهای خرچنگی است. دستور پخت همبرگر خرچنگی، فرمولی است که از آن به عنوان یک اسرار تجاری، کاملاً محافظت شده است. این رستوران توسط آقای خرچنگ که مالک و مدیر نیز است، تأسیس شد. دو کارمند تمام وقت دارد: باب‌اسفنجی، که به عنوان سرآشپز کار می‌کند؛ و اختاپوس که به عنوان صندوقدار کار می‌کند. در انیمیشن‌های باب‌اسفنجی شلوارمکعبی، شخصیت منفی و به‌طور مداوم رقیب اصلی این رستوران، پلانکتون و کارن نام دارند.
به‌عنوان یکی از مکان‌های اصلی مجموعه، رستوران خرچنگی در قسمت آزمایشی، «درخواست کمک»، جایی که باب اسفنجی برای کار در آشپزی در رستوران اقدام می‌کند، معرفی شد. رستوران خرچنگی همچنین در رسانه‌های دیگر از جمله مجموعه فیلم‌های تئاتر، نمایش موزیکال برادوی، بازی‌های ویدیویی و اسباب بازی‌ها نیز به نمایش درآمده است.

## نقش در باب‌اسفنجی شلوارمکعبی
رستوران آقای خرچنگ یک رستوران غذای سریع برجسته در شهر زیر آب بیکینی باتم است. این رستوران متعلق به آقای خرچنگ است که همبرگر معروف خود همبرگر خرچنگی را اختراع کرده و می‌فروشد. آقای خرچنگ دو کارمند دارد: اختاپوس و باب اسفنجی که به ترتیب به عنوان صندوقدار و آشپز کار می‌کنند. پاتریک ستاره همچنین برای چندین دوره کوتاه در موقعیت‌های مختلف در رستوران آقای خرچنگ کار کرده است.
آن سوی رستوران آقای خرچنگ رستوران دیگری قرار دارد که توسط پلانکتون و کارن اداره می‌شود. پلانکتون، بهترین دوست سابق آقای خرچنگ، بعداً رقیب اصلی وی شد. تلاش‌های بیهوده پلانکتون در سرقت فرمول پنهانی همبرگر خرچنگی برای فروش همبرگرها و شکست دادن آقای خرچنگ مهم‌ترین نکته در کل این مجموعه است.

در داخل رستوران، اختاپوس صندوقدار و شخصیت‌های مختلف رستوران خرچنگی را می‌بینید. (مربوط به یکی از قسمت‌های سریال)

رستوران آقای خرچنگ معمولاً به دلیل پخت همبرگر خرچنگی و این واقعیت که رستوران پلانکتون دارای فهرستی متشکل از چام (غذای متشکل از قطعات ماهی) است، مشتری‌ها را از شهر جذب می‌کند، که توسط شخصیت‌های دیگر غیرقابل خوردن در نظر گرفته می‌شود. در نتیجه، رستوران خرچنگی به یکی از موفق‌ترین رستوران‌های این شهر تبدیل شده است. آقای خرچنگ به‌طور مکرر از محبوبیت رستوران خود سوءاستفاده می‌کند، مانند افزایش قیمت همبرگرها و اخذ هزینه از کارمندان خود برای استفاده از خدمات مرکز.
در یک قسمت نشان داده شده است که ساختمان رستوران خرچنگی در اصل یک خانه بازنشستگی فرسوده به نام زنگ زده بوده است که آقای خرچنگ آن را خریداری کرده و به یک رستوران تبدیل کرده است. در یک قسمت دیگر، این رستوران همچنین نام یک کشتی دزدان دریایی بود که قبل از شروع کار، آقای خرچنگ متعلق به او بود. این رستوران در طول نمایش تغییرات موقت زیادی را داشته است، مانند فعالیت ۲۴/۷ و تبدیل شدن به یک هتل که در بسیاری از قسمت‌ها مورد توجه قرار گرفته است.

## همبرگر خرچنگی
فهرست رستوران خرچنگی، بیشتر متشکل از مواد غذایی سریع معمولی، مانند سیب‌زمینی سرخ شده و نوشابه گازدار است. همبرگر خرچنگی، توسط شهروندان شهر بیشتر استفاده می‌شود. در فیلم باب‌اسفنجی: اسفنج بیرون از آب، آقای خرچنگ اظهار داشت: «همبرگر خرچنگی همان چیزی است که همه ما را به هم پیوند می‌دهد! بدون آن، یک فروپاشی کامل از نظم اجتماعی رخ خواهد داد!» این همبرگر شامل دو نان است که در آنها گوشت، کاهو، پنیر، پیاز، گوجه فرنگی، سس گوجه فرنگی، خردل و خیارشور (به این ترتیب) قرار دارد. فرمول این غذا یک راز تجاری است که محافظت می‌شود و همین امر بینندگان را به گمانه‌زنی دربارهٔ محتوای آن تشویق کرده است.
به گفته پویانما وینسنت والر، «در همبرگر خرچنگی هیچ گوشتی وجود ندارد. در آنجا هیچ محصول حیوانی وجود ندارد»، چیزی که همیشه توسط خالق مجموعه استیون هیلنبرگ برنامه‌ریزی می‌شد. مستر لارنس، نویسنده نمایش و صداپیشه پلانکتون، توضیح داد که نویسندگان این برنامه مجاز نیستند ماهی را به عنوان غذا تصویر کنند. وی اظهار داشت که در شهر هیچ گوشتی سرو نمی‌شود مگر در رستوران پلانکتون اما در یک قسمت آقای خرچنگ یک همبرگر می‌خورد و می‌گوید «او، پس من این مزه رو میدم». دست‌اندرکاران این مجموعه به این موضوع اشاره نکردند اما در این قسمت فرمول سری لو رفت. برخی از مفسران معتقدند که هیچ ماده مخفی وجود ندارد و این امر بخیل بودن آقای خرچنگ را نشان می‌دهد. در مورد احتمال فاش‌شدن فرمول مخفی همبرگر خرچنگی در قسمت‌های بعدی، والر در سال ۲۰۱۷ گفت که «روی آن حساب نخواهد کرد». در سال ۲۰۱۹، والر اظهار داشت که هیلنبرگ، که در سال ۲۰۱۸ درگذشت، تنها کسی است که آن را دیده است.

## توسعه
در ابتدا در کنار خانه آناناسی باب اسفنجی، رستوران خرچنگی قرار بود جایی باشد که ثابت بماند نخستین بار در «درخواست کمک»، نخستین مجموعه پخش شد و تا تاریخ ۲۰۱۸ در بیش از ۸۰٪ قسمت‌ها ظاهر شده است.

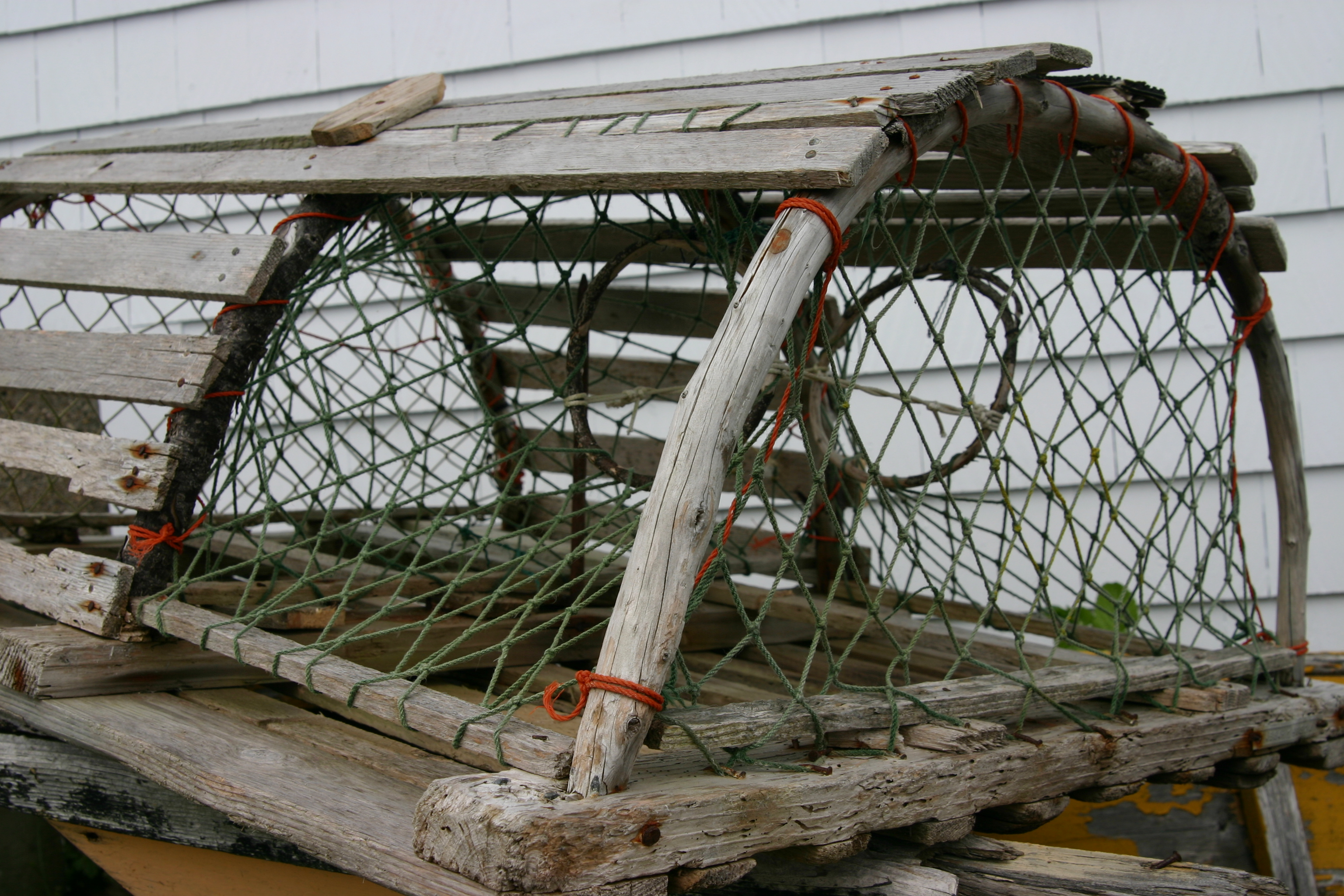
طراحی رستوران خرچنگی بر اساس یک دام خرچنگ.

رستوران خرچنگی از زمان خالق مجموعه استفان هیلنبرگ به عنوان یک سرخ کن و دیگ بخار خرچنگ در یک رستوران غذاهای دریایی سریع الهام گرفته شد. شغل باب اسفنجی مستقیماً بر اساس این تجربه بود در حالی که آقای خرچنگ از مدیر هیلنبرگ در رستوران الهام گرفته بود. با این حال، صاحب رستوران حریص نبود. هیلنبرگ این جزئیات را اضافه کرد تا «شخصیت بیشتری به او بدهد».
هنگامی که هیلنبرگ برای نخستین بار آقای خرچنگ را ایجاد کرد، نام خانوادگی او خرچنگ بود، و نام رستوران خرچنگ سخت پوست بود. هیلنبرگ کمی قبل از شروع تولید قسمت آزمایشی نمایش، دیکته را تغییر داد و تصمیم گرفت که بامزه تر و به یاد ماندنی تر باشد. او طراحی ساختمان را بر اساس یک تله خرچنگ دریایی بنا نهاد.

## حضور در رسانه‌های دیگر
این رستوران در سال ۲۰۰۴ در فیلم باب‌اسفنجی شلوارمکعبی، فیلم باب‌اسفنجی: اسفنج بیرون از آب (جایی که فرمول مخفی همبرگر خرچنگی سوژه اصلی بود) و فیلم باب‌اسفنجی: اسفنج در حال فرار آقای خرچنگ و همبرگر خرچنگی در فرهنگ عمومی مورد استفاده قرار گرفته یا تقلید شده‌اند.
گروه لگو دو مجموعه ساختمانی لگو را که از الگوی ساختمان آقای خرچنگ الگوبرداری شده است، منتشر کرده است. آقای خرچنگ همچنین در بازی‌های ویدیویی مرتبط با باب اسفنجی حضور داشته است.

## تأثیر فرهنگی

### بازتاب‌ها
رستوران آقای خرچنگ توسط بسیاری از نشریات به عنوان یک رستوران که آنها آرزو می‌کردند واقعی باشد، شناخته شده است. در سال ۲۰۱۶، مجله تایم رستوران آقای خرچنگ را به عنوان یکی از ۱۸ شرکت داستانی با نفوذ ذکر کرد.

### نسخه‌های واقعی

#### تقلیدها
رستوران آقای خرچنگ از چندین مؤسسه در زندگی واقعی، الهام گرفته است. در مونته‌ورده، کاستاریکا، رستورانی به نام رستوران آقای خرچنگ در سال ۲۰۱۲ افتتاح شد اما یک سال بعد تعطیل شد.

#### کامیک-کان سن دیگو

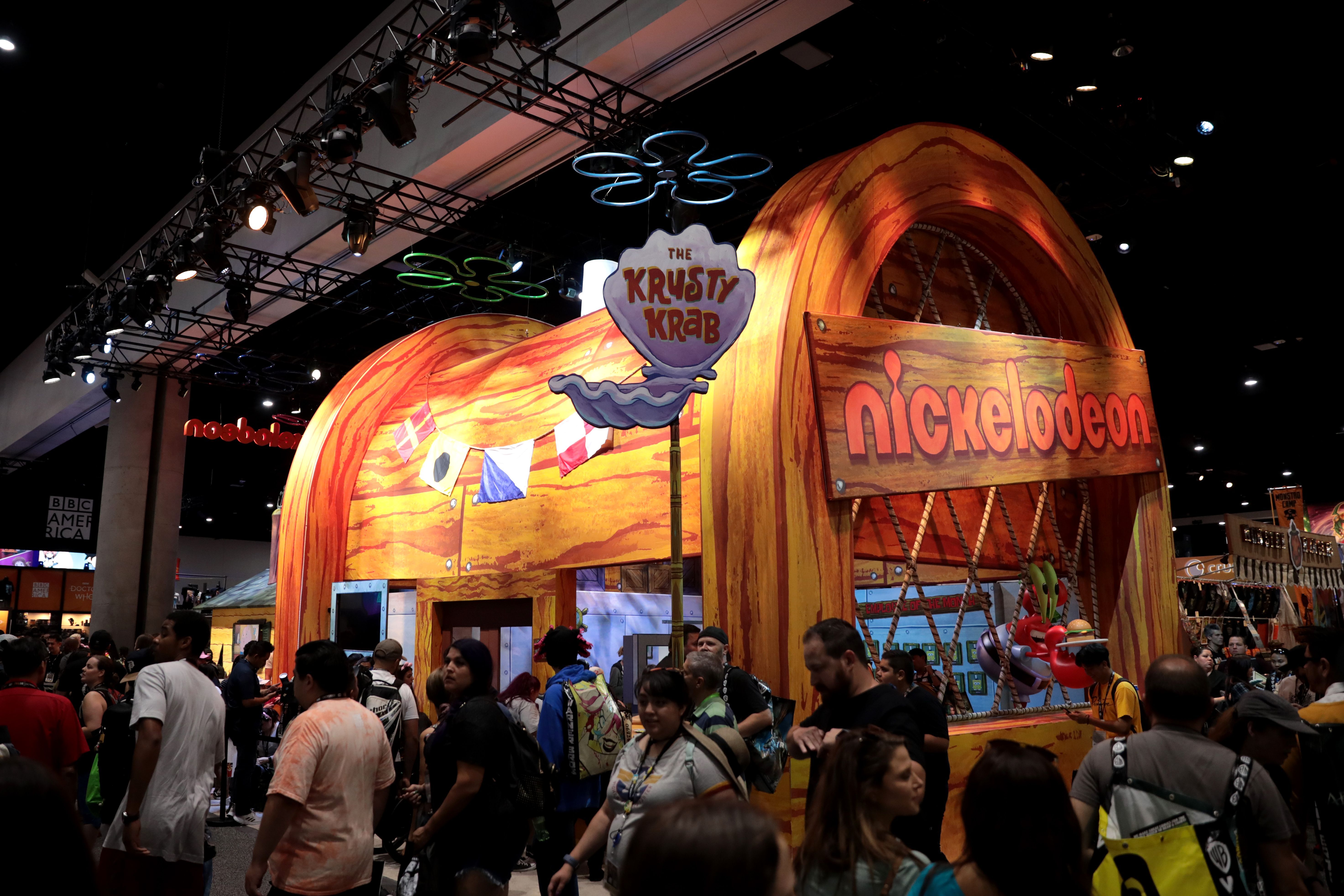
ماکت رستوران آقای خرچنگ در کامیک-کان سن دیگو ۲۰۱۹

در جشن ۲۰ سالگی باب‌اسفنجی، نیکلودئون ساختمان رستوران آقای خرچنگ را در کامیک-کان سن دیگو ۲۰۱۹ بازسازی کرد. در داخل این مکان، شرکت کنندگان می‌توانند یک بازی تعاملی را انجام دهند که در آن قبل از اتمام وقت باید سفارش‌ها غذا را انجام دهند. این بخشی از ۱٬۸۰۰ فوت مربع (۱۷۰ متر مربع) بود غرفه در این مراسم که به نمایش اختصاص داشت، ماکت‌های واقعی خانم پاف و رستوران پلانکتون، که ۲۲ فوت (۶٫۷ متر) ایستاده بود قد بلند و به حاضران اجازه می‌دهد تا کالاهای جمع‌آوری شده را بخرند و از اعضای بازیگر نمایش خودنویس داشته باشند. لس آنجلس تایمز گزارش داد که تنظیمات پایین شهر بیکینی باتم «صدها نفر از طرفداران نوستالژیک» را در روز نخست کنگره جلب کرد. ادویک آن را در میان ده مورد از«فعالیت‌های مضمون تلویزیونی مورد علاقه در کامیک - کان ۲۰۱۹» قرار داد.